# Friedrich Graetz

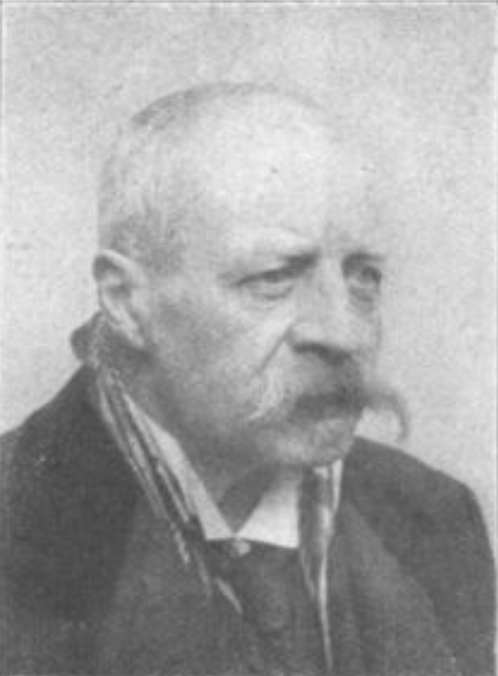
Friedrich Graetz

Friedrich Georg Graetz, auch bekannt unter dem Geburtsnamen Grätz (* 3. April 1842 in Frankfurt am Main; † 28. November 1912 in Wien-Simmering), war ein Illustrator und Karikaturist.

## Leben
Graetz studierte Kunst in Frankfurt am Main unter Eduard von Steinle. 1867 kam Graetz nach Wien, von dort zog er weiter nach Budapest. Ab 1870 zeichnete er für die Zeitschrift Kikeriki. 1875 wechselte Graetz zu der satirischen Wochenzeitschrift Floh. Beide Zeitschriften wurden im Verlag Johann Nepomuk Vernay gedruckt. 1881 wurde Graetz von Joseph Keppler für das in den USA populäre Magazin Puck in New York angeworben. Einige Jahre später zwangen ihn familiäre Verpflichtungen zu einer Rückkehr nach Deutschland. In Berlin zeichnete er für die Berliner Zeitschrift Lustige Blätter. 1892 verließ Graetz den Berliner Verlag und kehrte nach Wien zurück. Dort zeichnete er für verschiedene Zeitschriften, unter anderem für den Figaro und ab 1896 für das Arbeiterblatt Neue Glühlichter.
Er zeichnete bis an sein Lebensende und starb in Armut. Friedrich Graetz wurde am 15. Dezember 1912 unter dem Namen Friedrich Grätz in Wien auf dem Simmeringer Friedhof (Gruppe A-3, Grabnummer 381) beigesetzt. Das Grab wurde vermutlich nach dem Dezember 1942 aufgelassen.
Friedrich Graetz’ bekannteste Werke sind in den USA aus der Zeitschrift Puck und in Europa aus der Zeitschrift Neue Glühlichter ab 1896.